# Estimation
Estimation (av latinska aestimatio, med betydelse uppskattning eller värdering) är en statistisk term med innebörden att man kan med observationer uppskatta ett okänt värde.